# Каним (озеро)
Каним (англ. Canim Lake) — озеро в провинции Британская Колумбия, Канада.
Находится в 35 км на северо-восток от 100-Майл-Хаус на высоте примерно 772 метра над уровнем моря. Площадь поверхности озера составляет 56,1 км². Ледостав с ноября по май. Одноимённый посёлок расположен на юго-западном берегу озера. На берегах озера также находятся три провинциальних парка: Каним-Бич, Уэлс-Грей, Розерим-Крик.

## Флора и фауна
На побережье озера произрастает: пихта, сосна, ель, осина, тополь трёхгранный и ольха на гористой местности, а в водах озера водится озёрная и радужная форель, нерка, налим.
Название озера в переводе обозначает «каноэ».